# NGC 7714
NGC 7714 је спирална галаксија у сазвежђу Рибе која се налази на NGC листи објеката дубоког неба.
Деклинација објекта је + 2° 9' 17" а ректасцензија 23h 36m 14,1s. Привидна величина (магнитуда) објекта NGC 7714 износи 12,2 а фотографска магнитуда 13,0. Налази се на удаљености од 36,9000 милиона парсека од Сунца. NGC 7714 је још познат и под ознакама UGC 12699, MCG 0-60-17, MK 538, IRAS 23336+0152, KCPG 587A, CGCG 381-11, VV 51, ARP 284, UM 167, near 16 Psc, PGC 71868.